# Klubbrivier
De Klubbrivier, Zweeds: Klubbälven, is een rivier in Zweden, die daar door de gemeente Piteå stroomt. Het is de meest zuidelijke rivier die nog geheel binnen Norrbottens län ligt. De rivier ontstaat in een moeras met de twee meren Klubbträsket en Klubbtjärnen, stroomt naar het zuidoosten, dat doen alle rivieren in Norrbottens län, komt daarbij door bijna onbewoond gebied en moet af en toe om een berg heen. De rivier stroomt vanaf ongeveer 300 meter eigenlijk gewoon rechtdoor, pas enkele kilometers voor het gehucht Klubbfors begint de rivier hevig te kronkelen en moet daar tussen de heuvels door. Driehonderd meter ten westen van het dorp stroomt ze de Åbyrivier in. De rivier is 29,290 kilometer lang.